# Reikosiella gibsoni
Reikosiella gibsoni is een vliesvleugelig insect uit de familie Eupelmidae. De wetenschappelijke naam is voor het eerst geldig gepubliceerd in 1991 door Anil & Narendran.